# Diuris chrysantha
Diuris chrysantha är en orkidéart som beskrevs av David Lloyd Jones och Mark Alwin Clements. Diuris chrysantha ingår i släktet Diuris och familjen orkidéer. Inga underarter finns listade i Catalogue of Life.